# Chiesa di Santa Maria del Carmelo (Maggia)
La chiesa parrocchiale della Madonna del Carmelo (o Carmine) a Coglio, frazione di Maggia in Canton Ticino, situata sulla piazza del nucleo abitato, è attestata fin dal 1579 ma forse è di origine medievale. Anticamente era dedicata alla Beata Vergine della Natività. Venne consacrata nel 1703 dal vescovo di Como monsignor Francesco Bonesana durante la prima visita pastorale.
L'edificio si presenta a navata unica, con coro quadrato, queste modifiche sono attestate nel XVII secolo. Successivamente nel 1860 è installato il campanile nell'angolo destro della facciata principale e 28 anni più tardi viene costruita la tribuna. Alcuni restauri sono stati fatti negli anni '80. La navata si presenta voltato a botte, con affreschi dell'Ottocento. L'altare maggiore, del 1738, è in marmi policromi con paliotto in scagliola, mentre la balaustra è in marmorea coeva. La cappella laterale è formata da un altare neomedievale in marmi policromi e statua della Madonna del Carmelo risalente al 1886, affiancata dalle figure dei Santi Giacchino e Anna dipinte da Giovanni Antonio Vanoni (1866). Nella nicchia battesimale vi è la fonte con sovrastruttura a tempietto del XVII secolo.
Sul sagrato vi è una croce cimiteriale datata nel 1719.

## Ossario
Di fronte alla chiesa l'ossario è un monumento protetto costruito nel 1765 con stile barocco, è adornato con molte pitture riguardanti Gesù e la Madonna e la morte (scheletri e teschi), inoltre sono presenti basso-rilievi di ossa e teschi. Nel 1971 e nel 2011 è stato restaurato.